# Fußballjahr 1989
◄◄ | ◄ | 1985 | 1986 | 1987 | 1988 | Fußballjahr 1989

Weitere Sportereignisse

## International

### Nationalmannschaften
- Copa América 1989 in Brasilien: Sieger  Brasilien
- CONCACAF-Nations-Cup 1989: Sieger  Costa Rica

### Vereine
- Europapokal der Landesmeister 1988/89:  AC Mailand, Finale 4:0 gegen Steaua Bukarest
- Europapokal der Pokalsieger 1988/89:  FC Barcelona, Finale 2:0 gegen Sampdoria Genua
- UEFA-Pokal 1988/89:  SSC Neapel, Finalspiele 2:1 und 3:3 gegen VfB Stuttgart

- Copa Libertadores 1989:  Atlético Nacional, Finalspiele 0:2 und 2:0 n. V., 5:4 i. E. gegen Club Olimpia

### Fußballer des Jahres
- Ballon d’Or 1989:  Marco van Basten
- Südamerikas Fußballer des Jahres:  Diego Maradona und  Bebeto
- Afrikas Fußballer des Jahres:  George Weah

## National

### Belgien
- Belgische Meisterschaft: Meister KV Mechelen

### Brasilien
- Brasilianische Meisterschaft: Meister CR Vasco da Gama

### England
- Englische Meisterschaft: Meister FC Arsenal
- FA Cup 1988/89: Sieger FC Liverpool

Der englische Cup wurde am 15. April 1989 von der Hillsborough-Katastrophe überschattet. Beim Halbfinalspiel des FC Liverpool gegen Nottingham Forest im Sheffilder Hillsborough-Stadion kamen 96 Liverpooler Fans ums Leben, über 700 Menschen wurden verletzt.

### Jugoslawien
- Jugoslawische Meisterschaft: Meister FK Vojvodina Novi Sad

### Liechtenstein
- Liechtensteiner Cup 1988/89: Cupsieger FC Balzers

### Niederlande
- Niederländische Meisterschaft: Meister PSV Eindhoven

### Österreich
- Österreichische Fußballmeisterschaft 1988/89: Meister FC Swarovski Tirol
- Österreichischer Fußball-Cup 1988/89: Sieger FC Swarovski Tirol

### Schottland
- Schottische Meisterschaft: Meister Glasgow Rangers

### Schweiz
- Schweizer Fussballmeisterschaft 1988/89: Meister FC Luzern

### Uruguay
- Uruguayische Fußballmeisterschaft: Meister CA Progreso

## Frauenfußball
- Europameisterschaft in der BRD: Sieger  BR Deutschland
- Asienmeisterschaft in Hongkong: Meister  Volksrepublik China